# 4924 Hiltner
4924 Hiltner eller 1981 EQ40 är en asteroid i huvudbältet som upptäcktes den 2 mars 1981 av den amerikanska astronomen Schelte J. Bus vid Siding Spring-observatoriet. Den är uppkallad efter den amerikanske astronomen W. Albert Hiltner.
Asteroiden har en diameter på ungefär 2 kilometer.